# Wenzel Anton Eusebius von Kaunitz
Wenzel Anton Eusebius von Kaunitz-Rietberg (Bécs, 1711. február 2. – Bécs, Mariahilf (ma: Bécs 6. kerülete), 1794. június 27.): osztrák államférfi, diplomata. 1764-től Rietberg hercege (Reichsfürst von Kaunitz-Rietberg).

## Életútja
Apja, gróf Fortunatus Josef Maxmilián Oldřich z Kounic (1679-1746), morvaországi főnemes, anyja Maria Franziska von Ostfriesland, Rietberg grófnője (1686-1758) volt. Tudatosan készült a hivatali pályára, tanulmányai során a felvilágosult abszolutizmus híve lett. 1741-től lépett diplomáciai szolgálatba. 1750-től az Habsburg Birodalom párizsi követe volt egészen 1753-ig, ekkor építette ki kiváló francia kapcsolatait. 1753-tól közel 40 éven keresztül kancellárként irányította Ausztriát, főként Mária Terézia alatt volt korlátlan befolyása, mind a bel-, mind a külpolitika irányításában. Jelentős szerepet játszott a Habsburgok magyarországi és erdélyi központosító törekvéseinek megvalósításában; elképzeléseinek többsége II. József és II. Lipót német-római császárok uralkodása alatt vált gyakorlattá.
A külpolitikában a fő ellenségnek Poroszországot tartotta, ezért 1756-ban létrehozta az osztrák–francia szövetséget, és ezzel előkészítette az Ausztria és a Porosz Királyság között 1756-ban Szilézia birtoklásáért kitört hétéves háborút, amelynek során azonban Ausztriának nem sikerült visszaszereznie a gazdag tartományt a poroszoktól.
A háborút lezáró hubertusburgi békeszerződés megkötése után 1772-ben közreműködött Lengyelország első felosztásában, megszerezve Galíciát a Habsburg Birodalom számára. A francia forradalom 1789-es kitörése után 1791 júliusában szövetségi szerződést kötött II. Frigyes Vilmos porosz királlyal, amely Franciaország ellen irányult. II. Lipóttal már nem volt harmonikus a kapcsolata, ezért 1792-ben, II. Ferenc császár trónra lépésekor visszavonult a politikai életből.
A 18. század európai eseményeit jelentősen befolyásoló államférfi visszavonulása után röviddel, 1794-ben hunyt el.
Véleménye Magyarországról
1. A legnagyobb figyelmet arra kellene fordítani, hogy a dikasztérumok tisztségviselői komolyan törődjenek az udvar érdekeivel és az uralkodónő parancsait az eddiginél jobban hajtsák végre. Néhány szigorú példa-statuálás megteszi a magáét. A kitüntetéseket, előléptetéseket Magyarországon sokkal inkább, mint más örökös tartományban (sic) az udvar érdekei és szándékai iránt tanúsított buzgalomtól kell függővé tenni. Amíg a magyarok számára más utak is járhatók, a magyar érzület mindig előtérbe kerül a monarchia érdekeivel szemben és az uralkodónak saját alkalmazottai fogják a legtöbb nehézséget okozni.
2. Ezt az alapkövetelményt különösen a kancellária és a kamara személyzeténél kellene figyelembe venni. Ezek a legfontosabb szervek, ezek révén kellene a javításokat (vagyis a reformokat) érvényesíteni. Legalább a vezetők (Kaunitz az olasz „Capi" kifejezést használja) legyenek az udvar odaadó hívei, s ennek érdekében megfelelő eljárást kell alkalmazni. Mindez hosszabb tárgyalást érdemel.
3. Azok a mágnások és nemesek, akik az udvarral szembeszegülnek, tudhassák előre, hogy a maguk és gyermekeik számára eltorlaszolták az érvényesülés útját, s hogy helytelen magatartásuk nem merül feledésbe.
4. Mellőzni kell a magyar országgyűlés összehívását, abból csak baj származik, mint ez a tapasztalat bizonyítja.
5. Annál inkább kell — a körülményekhez mérten — az egyes megyék felé fordulni, hogy a felség az alispánok és a kisnemesség révén ott döntő befolyásra tegyen szert. így a törekvések helyes irányba terelését nem az egész rendi testületben (az országgyűlésen), amely lehetetlen, hanem annak egyes tagjainál lehet előkészíteni. Ha a dolgok már beértek, akkor szabad az egészre gondolni. Előrelátás és kitartás szükséges, s akkor néhány év alatt nagyon sok jó eredményt lehet elérni. De erélyre van szükség. Az alázat és ügybuzgalom hangoztatása mit sem ér. Szabják meg a tettek a jutalmat vagy a büntetést!
6. Az országgyűlési határozatokat, az alaptörvényeket egyenesen megtámadni nem szabad, ellenük intézkedni nem ajánlatos. De főként nem szabad kiderülnie annak, hogy a kormányzat a nemesi privilégiumokat korlátozni kívánja. Nagy lenne a felzúdulás és minden jónak elejét vennék.
7. A törvények és privilégiumok tágabb értelmezését nem szabad engedélyezni, az adottakat kell alkalmazni, s ha nem világosak, a királyi jog irányában kell dönteni, vigyázva arra, hogy a kancellária ne a nemzet érdekeit támogassa.
8. A Határőrvidéket és Erdélyt ne csatolják Magyarországhoz.
9. Ellenkezőleg, ezekre a területekre kell támaszkodni Magyarországgal szemben. Itt kell először az új intézkedéseket bevezetni, hogy a siker Magyarországon annál biztosabb legyen.
10. Mindenekelőtt arról kell gondoskodni, hogy a paraszt Magyarországon jobb helyzetbe kerüljön s elbírja az adóterheket. Amennyire lehetséges, akadályozni vagy korlátozni kell a nemesség visszaéléseit a jobbágyok elnyomásában, s idővel a népet az udvar számára megnyerni.
11. A kamarabirtokoknál kell kezdeni: ott vezessék be mindazt, ami az udvar elveiből következik. Az adózó méltányos, elviselhető terhek mellett biztosított helyzetben legyen.
12. Mivel a magyar királynak az egyházzal szemben és a fiskalitások terén különleges jogai vannak, ezeket igen hasznosan lehet igénybe venni, hogy fokozatosan mindazt, ami az alkotmányban helytelen, meg lehessen változtatni. Jó kezdet után, következetesen ragaszkodva az elvekhez, könnyebb lesz a teljes megoldás, mintsem az most előre látható."